# Saada
Saada  (in arabo سعادة‎?) è un centro abitato e comune rurale del Marocco situato nella prefettura di Marrakech, regione di Marrakech-Safi. Conta una popolazione di 67 086 abitanti (censimento 2014).